# Козловський Данило Валерійович
Данило Валерійович Козловський (рос. Данила Валерьевич Козловский; нар. 3 травня 1985, Москва, Російська РФСР) — російський актор театру і кіно.

## Біографія
Народився 3 травня 1985 року.
З дитинства займався танцями і вокалом, грає на саксофоні та альті.
Протягом шести років, за бажанням батьків, проходив навчання в Кронштадтському морському кадетському корпусі, закінчив навчання в 2002 р. У кіно актор починає зніматися в 1998 р. Його перша роль — роль хулігана в серіалі «Прості істини». Це стало вирішальним у житті Козловського при виборі подальшої професії. Після закінчення навчання в кадетському корпусі, Данило, всупереч усім домовленостям і застереженням, вступає в Санкт-Петербурзьку театральну академію, на акторсько-режисерський курс під керівництвом Льва Додіна (закінчив внз у 2007 р.). Починаючи з другого курсу, актор регулярно знімається в кіно. Іноді за рік йому вдається взяти участь у зйомках 3-4 картин. У 2006 р. Данило Козловський удостоєний звання лауреата премії російської кінокритики і кінопреси «Білий слон» за роль у художньому фільмі «Garpastum». На сьогоднішній день актор знявся більш ніж у двадцяти кінокартинах.
Грає головні ролі в спектаклях Петербурзького академічного малого драматичного театру — Театру Європи і знімається в кіно.
У 2013 р. отримав роль Дмитра Бєлікова в екранізації серії книг Райчел Мід. Зйомки почалися 27 травня 2013.
Знявся в головній ролі у фільмі 2012 р. «Духless» і 2013 р. «Легенда №17 (фільм)».

## Громадянська позиція
Фігурант бази даних центру «Миротворець» як особа, що становить загрозу національній безпеці України і міжнародному правопорядку: незаконно перетнув державний кордон України, щоб взяти участь у зйомках фільмів «Вікінг» та «Екіпаж», які проходили в окупованому Криму.
Виступив проти російського повномасштабного вторгнення в Україну.

## Приватне життя
Восени 2008 р. одружився з актрисою МДТ Уршулою Магдаленою Малкою. У 2011 р. розлучився.
Має двох братів — старшого Єгора і молодшого Івана.

## Фільмографія

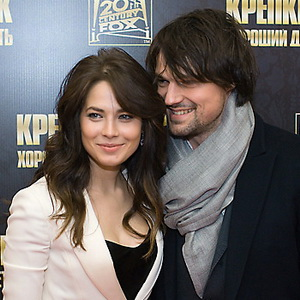
Юлія Снігір і Данило Козловський на прем'єрі фільму «Міцний горішок. Гарний день, аби померти» 7 квітня 2013 р.

### Театр
- «Король Лір» — Едгар
- «Варшавська мелодія» — Віктор
- «Життя і доля» — Новіков
- «Володар мух» — Ральф
- «Лорензаччо» — Лорензаччо
- «Підступність і кохання» — Фердинанд

### Фільми
- 1999: Прості істини — шестикласник
- 2003: Я все вирішу сама: Танцююча на хвилях — Валера
- 2003: Вулиці розбитих ліхтарів. Менти-5 — солдат-дезертир Попов
- 2004: Сіссі — бунтівна імператриця — юний Франц Йосип
- 2004: На верхній Масловці — Ім'я персонажа не вказано
- 2005: Гарпастум — Микола
- 2006: Алька — Льоня Астахов
- 2006: Злочин і погода — Віктор
- 2007: Заповіт Леніна — Сергій
- 2008: Ми з майбутнього — Сергій Філатов (Борман)
- 2009: Весельчаки — Люся
- 2009: А. Д. — Данило Агєєв
- 2010: Одинак — Андрій Громов
- 2010: Замах — Євген Костін
- 2010: Москва, я люблю тебе — таксист
- 2011: Гольфстрім під айсбергом — Ім'я персонажа не вказано
- 2011: Гамлет XXI століття — Лаерт
- 2011: Мішень — Митя
- 2011: П'ять наречених — Олексій Каверін
- 2011: Шхери-18 — Андрій Єгоров
- 2011: Распутін — Великий князь Дмитро Павлович
- 2012: Шпигун — Єгор Дорін
- 2012: Духless — Макс Андрєєв
- 2013: Легенда № 17 — Валерій Харламов
- 2013: Дубровський — Володимир Дубровський
- 2013: Все почалося в Харбіні — Борис Ейбоженко
- 2013: Звичка розлучатися — Вадим
- 2014: Академія вампірів — Дмитро Бєліков
- 2014: Вікінг — Володимир Святославич
- 2016: Екіпаж — Олексій Гущин
- 2017: Матильда — граф Воронцов
- 2018: Довлатов — Давид

2018. «Тренер» — Юрій Столєшніков.

## Нагороди
- 2006 — премія «Білий слон» за найкращу чоловічу роль у фільмі «Гарпастум».
- 2006 — Лауреат премії «Золотий софіт» за роль Едгара у виставі «Король Лір».
- 2008 — «Найкраща головна чоловіча роль» — у фільмі «Ми з майбутнього» (режисер А. Малюков) на XVI фестивалі акторів кіно «Сузір'я-2008» (Тверь).
- 2012 — Лауреат премії Національної академії кінематографічних мистецтв і наук Росії «Золотий орел» у номінації «Найкраща чоловіча роль» (фільм «Духless»).
- 2013 — номінація на премію «Ніка» за Найкращу чоловічу роль (фільм «Духless»).
- 2013 — Людина року за версією GQ.